# Ecuadendron acosta-solisianum
Ecuadendron acosta-solisianum är en ärtväxtart som beskrevs av D.A.Neill. Ecuadendron acosta-solisianum ingår i släktet Ecuadendron och familjen ärtväxter. Inga underarter finns listade i Catalogue of Life.